# Canton de Tartas-Est
Le canton de Tartas-Est est une ancienne division administrative française située dans le département des Landes et la région Aquitaine. Il a été supprimé par le nouveau découpage cantonal entré en vigueur en 2015.
Tartas est le bureau centralisateur du nouveau canton du Pays morcenais tarusate.

## Histoire
Le canton de Tartas-Est est créé en 1801, en même temps que celui de Tartas-Ouest, en remplacement du canton de Tartas.

## Géographie
Ce canton était organisé autour de Tartas dans l'arrondissement de Dax. Son altitude variait de 8 m (Audon) à 84 m (Le Leuy) pour une altitude moyenne de 42 m.

## Administration

### Conseillers généraux de 1833 à 2015
| Période | Période          | Identité                                     | Étiquette    | Qualité |
| ------- | ---------------- | -------------------------------------------- | ------------ | --- |
| 1833    | 1855 (décès)     | Bernard de Chauton                           |              | Juge de paix du canton de Tartas                                                                                             |
| 1856    | 1862 (décès)     | Marquis Toussaint de Cornulier               |              | Ancien lieutenant-colonel de cavalerie Propriétaire à Benquet                                                                |
| 1862    | 1871             | Alexandre de Giraud                          |              | Maire de Tartas (1860-1870)                                                                                                  |
| 1871    | 1880 (décès)     | Léon de Chauton (Fils de Bernard de Chauton) | Droite       | Avocat, industriel à Souprosse                                                                                               |
| 1880    | 1891 (décès)     | Dominique Navarre                            | Républicain  | Maire de Tartas |
| 1891    | 1918 (décès)     | Isidore Pouey                                | Républicain  | Docteur en médecine Maire de Tartas (1891-1896)                                                                              |
| 1918    | 1919             | siège vacant                                 |              | |
| 1919    | 1940             | Gabriel Gaüzère                              | RG           | Médecin à Tartas Nommé conseiller départemental en 1943                                                                      |
|         |                  |                                              |              | |
| 1945    | 1979             | Gérard Minvielle                             | SFIO puis PS | Inspecteur central des contributions Sénateur de 1949 à 1983 Maire de Tartas (1945-1977)                                     |
| 1979    | 1985             | Marcel Estivals                              | DVG puis PS  | Médecin Maire de Tartas (1977-2008)                                                                                          |
| 1985    | 2001 (démission) | Raymond Garrigues                            | PS           | Professeur Premier adjoint au Maire de Tartas                                                                                |
| 2001    | 2011             | Joël Goyheneix                               | PS           | Principal de collège Ancien député (1998-1999) Maire de Rion-des-Landes (2001-2014) Suppléant d'Henri Emmanuelli (2002-2007) |
| 2011    | 2015             | Jean-François Broquères                      | PS           | Enseignant du premier degré Maire de Tartas depuis 2008                                                                      |

### Conseillers d'arrondissement (de 1833 à 1940)
Le canton de Tartas Est appartenait à l'arrondissement de Saint-Sever jusqu'à sa disparition en 1926.
| Période                                  | Période | Identité                          | Étiquette   | Qualité |
| ---------------------------------------- | ------- | --------------------------------- | ----------- | --- |
| 1833                                     | 1845    | Bernard Charles Alexandre Chauton |             | Médecin à Tartas                                                                                            |
| 1845                                     | 1848    | M. de Vidart de Soys              |             | Propriétaire à Tartas                                                                                       |
|                                          |         |                                   |             | |
| 1874                                     | 1892    | M. Sourbié                        | Républicain | |
| 1892                                     | 1919    | Pierre-Marie-Anne Lataste         | Républicain | Médecin, maire de Souprosse                                                                                 |
| 1919                                     | 1925    | M. Garat                          | Républicain | |
| 1925                                     |         | Vital Cabanot                     |             | Propriétaire cultivateur à Meilhan                                                                          |
| 24 février 1935                          |         | Adolphe Désiré (1880-1960)        | Rad.        | Négociant, premier adjoint au maire de Tartas                                                               |
|                                          | 1940    | Gabriel Cazaux                    | PC-SFIC     | Métayer, conseiller municipal de Meilhan Révoqué de son mandat en septembre 1939                            |
| 1940                                     |         |                                   |             | Les conseils d'arrondissement ont été suspendus par la loi du 12 octobre 1940 et n'ont jamais été réactivés |
| Les données manquantes sont à compléter. |         |                                   |             | |

## Composition
Le canton de Tartas-Est se composait d’une fraction de la commune de Tartas et de sept autres communes. Il comptait 5 688 habitants (population municipale) au 1er janvier 2012.
| Nom                   | Code Insee | Intercommunalité    | Population (dernière pop. légale)             |
| --------------------- | ---------- | ------------------- | --------------------------------------------- |
| Tartas (chef-lieu)    | 40313      | CC du Pays Tarusate | Fraction : 1 858(2012) Commune : 3 219 (2014) |
| Audon                 | 40018      | CC du Pays Tarusate | 364 (2014)                                    |
| Carcarès-Sainte-Croix | 40066      | CC du Pays Tarusate | 505 (2014)                                    |
| Gouts                 | 40116      | CC du Pays Tarusate | 278 (2014)                                    |
| Lamothe               | 40143      | CC du Pays Tarusate | 324 (2014)                                    |
| Le Leuy               | 40153      | CC du Pays Tarusate | 237 (2014)                                    |
| Meilhan               | 40180      | CC du Pays Tarusate | 1 133 (2014)                                  |
| Souprosse             | 40309      | CC du Pays Tarusate | 1 083 (2014)                                  |

## Démographie
| 1962 | 1968 | 1975 | 1982 | 1990  | 1999  | 2006  | 2011  | 2012  |
| ---- | ---- | ---- | ---- | ----- | ----- | ----- | ----- | ----- |
| -    | -    | -    | -    | 5 088 | 5 233 | 5 280 | 5 582 | 5 688 |